# 中国共产党中国人民解放军空军委员会
中国共产党中国人民解放军空军委员会，简称空军党委，是中国共产党在中国人民解放军空军的委员会。

## 沿革
1950年7月前，中国人民解放军空军领导干部尚未配齐，暂未组成党委，重大问题由办公会议集体讨论决定。1950年7月，经中央人民政府人民革命军事委员会总政治部批准，成立空军党委，由5人组成党委常务委员会。此后随空军领导干部变动，党委成员相应增补。 
1956年5月27日到6月8日，空军第一次党代表大会召开，选举产生并经中共中央批准，成立第一届空军党委，由6人组成党委常务委员会。
1957年2月，中央军委决定中国人民解放军空军和中国人民解放军防空军合并。在空军和防空军领导机关实现合署办公以前，由空军党委常务委员会和防空军党委常务委员会组成中国共产党空军、防空军合并工作委员会，刘亚楼任第一书记，杨成武任第二书记，负责研究合并的具体事宜。1957年5月，组成空军和防空军合并后新的空军党委，空防合并工作委员会撤销。经中共中央批准，由10人组成新的空军党委常务委员会。
1959年4月21日到29日，空军第二次党代表大会召开，选举产生并经中共中央批准，成立第二届空军党委，由10人组成党委常务委员会。
1962年9月，空军第三次党代表大会召开，选举产生并经中共中央批准，成立第三届空军党委，由11人组成党委常务委员会。1965年7月和8月，经中共中央批准，空军党委成员调整。“文化大革命”爆发后，1966年9月和10月，空军党委常务委员会成员先后调整。1968年9月和12月，空军党委成员调整和增补。
1969年5月16日到6月4日，空军第四次党代表大会召开，选举产生并经中央军委批准，成立第四届空军党委，由8人组成党委常务委员会。
1971年9月，根据中共中央、中央军委决定，由曹里怀、王辉球、邝任农、薛少卿、梁璞组成空军领导小组，主持空军的工作。1973年5月，经中共中央批准，成立新的空军党委常务委员会，傅传作任党委第一书记，马宁任党委第二书记，张廷发任党委第三书记。1975年10月，空军领导班子调整，空军党委成员相应调整。张廷发任党委第一书记，曹里怀任党委第三书记，免去傅传作的党委第一书记职务。 
1977年4月，张廷发任党委第一书记，高厚良任党委第二书记，曹里怀任党委第三书记，由11人组成党委常务委员会。
1978年4月28日至5月9日，中共中国人民解放军空军第五次代表大会召开，选举产生第五届空军党委。五届一次党委全会选举并经中共中央、中央军委批准，由10人组成党委常务委员会。1983年3月，经中共中央、中央军委批准，空军党委常务委员会成员调整。
1983年11月，中共中国人民解放军空军第六次代表大会召开，选举产生第六届空军党委。六届一次党委全会选举并经中共中央、中央军委批准，由12人组成党委常务委员会。1985年7月，经中共中央、中央军委批准，空军党委常务委员会成员调整。 
1988年12月，中共中国人民解放军空军第七次代表大会召开，选举产生第七届空军党委。七届一次党委全会选举并经中共中央、中央军委批准，由12人组成党委常务委员会。
1993年12月，中共中国人民解放军空军第八次代表大会召开，选举产生第八届空军党委。八届一次党委全会选举并于1994年2月经中共中央、中央军委批准，由12人组成党委常务委员会。
1999年3月，中共中国人民解放军空军第九次代表大会召开，选举产生第九届空军党委。九届一次党委全会选举并经中共中央、中央军委批准，由11人组成党委常务委员会。
2004年5月，中共中国人民解放军空军第十次代表大会召开，选举产生第十届空军党委。十届一次党委全会选举并经中共中央、中央军委批准，由12人组成党委常务委员会。
2009年5月，中共中国人民解放军空军第十一次代表大会召开，选举产生第十一届空军党委。十一届一次党委全会选举并经中共中央、中央军委批准，由13人组成党委常务委员会。
2014年6月，中共中国人民解放军空军第十二次代表大会召开，选举产生第十二届空军党委。十二届一次党委全会选举并经中共中央、中央军委批准，由？人组成党委常务委员会。

## 历届党委
1950年7月至1956年5月
- 书记
  - 刘亚楼（1950年7月—1956年5月，司令员）[1]
- 副书记
  - 吴法宪（1950年7月—1956年5月，副政治委员）[1]
- 常务委员
  - 刘亚楼（1950年7月—1956年5月，司令员）[1]
  - 吴法宪（1950年7月—1956年5月，副政治委员）[1]
  - 常乾坤（1950年7月—1956年5月，副司令员）[1]
  - 王弼（1950年7月—1951年5月，副司令员）[1]
  - 王秉璋（1950年7月—1956年5月，参谋长、副司令员兼参谋长）[1]
  - 杨春甫（1951年4月—1953年10月，干部部部长）[1]
  - 王辉球（1953年4月—1956年5月，政治部主任）[1]
  - 徐深吉（1955年8月—1956年5月，副司令员）[1]

| 中国共产党空军第一次代表大会于1956年5月27日至6月8日在北京召开。选举结果： - 书记 - 刘亚楼（1956年6月—1957年5月，司令员） - 第一副书记 - 吴法宪（1956年6月—1957年5月，副政治委员、政治委员） - 第二副书记 - 王秉璋（1956年6月—1957年5月，副司令员兼参谋长） - 常务委员 - 刘亚楼（1956年6月—1957年5月，司令员） - 吴法宪（1956年6月—1957年5月，副政治委员、政治委员） - 王秉璋（1956年6月—1957年5月，副司令员兼参谋长） - 常乾坤（1956年6月—1957年5月，副司令员） - 徐深吉（1956年6月—1957年5月，副司令员） - 王辉球（1956年6月—1957年5月，政治部主任） - 曹里怀（1956年12月—1957年5月，副司令员） - 委员（共25人，按姓氏笔划为序） - 王秉璋 空军第一副司令员兼参谋长 - 王辉球 空军政治部主任 - 方子翼 空2军代军长 - 石忠汉 空军后勤部部长 - 邝任农 民航局局长 - 刘震 空军副司令员 - 刘亚楼 空军司令员 - 刘锦平 沈空副政委 - 关圣志 兰空政委 - 李世安 广空副政委 - 杨尚儒 空军后勤部政委 - 余非 武空政委 - 余立金 南空政委 - 谷广善 空军修建部部长 - 吴法宪 空军副政委 - 吴善富 原中南军区空军司令员 - 罗元发 兰空司令员 - 周赤萍 沈空司令员 - 徐深吉 空军副司令员 - 聂凤智 南空司令员 - 曹里怀 广空司令员 - 常乾坤 空军副司令员 - 傅传作 武空司令员 - 漆远渥 北空政委 - 薛少卿 空军工程部部长 1957年5月至1959年4月 - 书记 - 刘亚楼（1957年5月—1959年4月，司令员） - 副书记 - 吴法宪（1957年5月—1959年4月，政治委员） - 王秉璋（1957年5月—1959年4月，副司令员兼参谋长） - 成钧（1957年5月—1959年4月，副司令员） - 常务委员 - 刘亚楼（1957年5月—1959年4月，司令员） - 吴法宪（1957年5月—1959年4月，政治委员） - 王秉璋（1957年5月—1959年4月，副司令员兼参谋长） - 成钧（1957年5月—1959年4月，副司令员） - 曹里怀（1957年5月—1959年4月，副司令员） - 谭家述（1957年5月—1959年4月，副司令员） - 常乾坤（1957年5月—1959年4月，副司令员） - 徐深吉（1957年5月—1959年4月，副司令员） - 王辉球（1957年5月—1959年4月，政治部主任） - 周彪（1957年5月—1959年4月，空军高射炮兵指挥部司令员） | 空军第二次代表大会于1959年4月21日至29日在北京召开。选举结果： - 书记 - 刘亚楼（1959年4月—1962年9月，司令员） - 副书记 - 吴法宪（1959年4月—1962年9月，政治委员） - 王秉璋（1959年4月—1962年9月，副司令员） - 常务委员 - 刘亚楼（1959年4月—1962年9月，司令员） - 吴法宪（1959年4月—1962年9月，政治委员） - 王秉璋（1959年4月—1962年9月，副司令员） - 刘震（1959年4月—1962年9月，副司令员） - 成钧（1959年4月—1962年9月，副司令员） - 曹里怀（1959年4月—1962年9月，副司令员） - 谭家述（1959年4月—1962年9月，副司令员） - 常乾坤（1959年4月—1962年9月，副司令员） - 徐深吉（1959年4月—1962年9月，副司令员） - 王辉球（1959年4月—1962年9月，政治部主任、副政治委员兼政治部主任） - 张廷发（1960年8月—1962年9月，参谋长） - 党委委员（共32人，按姓氏笔划为序） - 王秉璋 空军副司令员 - 王辉球 空军政治部主任 - 石忠汉 空军后勤部部长 - 邝任农 民航局局长 - 成钧 空军副司令员 - 吕黎平 拟任空1军军长 - 刘震 空军副司令员 - 刘亚楼 空军司令员 - 刘锦平 广空政委 - 关圣志 兰空政委 - 江腾蛟 空4军政委 - 谷广善 原空军修建部部长 - 余非 武空政委 - 余立金 南空政委 - 李世安 福空政委 - 李赤然 空军高级防空学校政委 - 吴法宪 空军政委 - 吴善富 广空司令员 - 张廷发 空军司令部参谋长 - 陈华堂 南空司令员 - 罗元发 北空司令员 - 周彪 空军高射炮指挥部司令员 - 聂凤智 福空司令员 - 徐深吉 空军副司令员 - 黄立清 沈空政委 - 曹里怀 空军副司令员 - 常乾坤 空军副司令员 - 曾国华 拟任沈空司令员，现任副司令员 - 傅传作 武空司令员 - 漆远渥 北空政委 - 谭家述 空军副司令员 - 薛少卿 空军工程部部长 |

| 空军第三次代表大会于1962年9月10日至21日在北京召开。 1962年9月至1965年7月 - 书记 - 刘亚楼（1962年9月—1965年5月，司令员） - 副书记 - 吴法宪（1962年9月—1965年7月，政治委员、司令员） - 王秉璋（1962年9月—1965年7月，副司令员） - 成钧（1962年9月—1965年7月，副司令员） - 常务委员 - 刘亚楼（1962年9月—1965年5月，司令员） - 吴法宪（1962年9月—1965年7月，政治委员、司令员） - 王秉璋（1962年9月—1965年7月，副司令员） - 成钧（1962年9月—1965年7月，副司令员） - 刘震（1962年9月—1965年7月，副司令员） - 曹里怀（1962年9月—1965年7月，副司令员） - 谭家述（1962年9月—1965年7月，副司令员） - 常乾坤（1962年9月—1965年7月，副司令员） - 徐深吉（1962年9月—1965年7月，副司令员） - 张廷发（1962年9月—1965年7月，副司令员兼参谋长） - 王辉球（1962年9月—1965年7月，副政治委员兼政治部主任、副政治委员） - 委员（共34人，按姓氏笔划为序） - 王秉璋 空军副司令员兼国防部第5研究院院长 - 王辉球 空军副政委兼政治部主任 - 石忠汉 空军后勤部部长 - 龙道权 广空政委 - 邝任农 空军副司令员兼民航总局局长 - 成钧 空军副司令员 - 朱云谦 广空副司令员 - 刘震 空军副司令员兼空军学院院长兼政委 - 刘亚楼 空军司令员 - 刘锦平 民航总局政委 - 刘懋功 昆空指挥所主任 - 关圣志 兰空政委 - 江腾蛟 南空副政委兼空4军政委 - 李世安 福空政委 - 杨焕民 兰空司令员 - 肖前 武空政委 - 吴法宪 空军政委 - 吴善富 广空司令员 - 余立金 空军副政委兼南空政委 - 张廷发 空军副司令员兼参谋长 - 陈华堂 福空司令员 - 罗元发 北空司令员 - 周彪 空军高射炮指挥部司令员 - 聂凤智 南空司令员 - 徐深吉 空军副司令员 - 黄立清 沈空政委 - 曹里怀 空军副司令员 - 常乾坤 空军副司令员 - 傅传作 武空司令员 - 曾国华 空军副司令员 - 廖冠贤 武空副政委兼空降兵15军政委 - 谭家述 空军副司令员 - 漆远渥 北空原政委 - 薛少卿 空军副司令员 1965年7月至1969年5月 - 书记 - 吴法宪（1965年8月—1966年10月，司令员） - 第一书记 - 吴法宪（1966年10月—1969年5月，司令员） - 第二书记 - 余立金（1966年10月—1968年3月，政治委员） - 副书记 - 吴法宪（1965年7月—8月，司令员） - 余立金（1965年7月—1966年10月，政治委员） - 王秉璋（1965年7月—1969年5月，副司令员） - 成钧（1965年7月—1967年1月，副司令员） - 罗元发（1966年10月—1969年5月，北京军区副司令员兼北京军区空军司令员、空军副司令员兼国防科学技术委员会副主任） - 王辉球（1968年9月—1969年5月，政治委员） - 常务委员 - 吴法宪（1965年8月—1969年5月，司令员） - 余立金（1965年7月—1968年3月，政治委员） - 王秉璋（1965年7月—1969年5月，副司令员） - 成钧（1965年7月—1967年1月，副司令员） - 刘震（1965年7月—1966年9月，副司令员） - 曹里怀（1965年7月—1969年5月，副司令员） - 谭家述（1965年7月—1969年5月，副司令员） - 常乾坤（1965年7月—1969年5月，副司令员） - 徐深吉（1965年7月—1967年10月，副司令员） - 张廷发（1965年7月—1966年9月，副司令员兼参谋长） - 王辉球（1965年7月—1969年5月，副政治委员、政治委员） - 罗元发（1966年10月—1969年5月，北京军区副司令员兼北京军区空军司令员、空军副司令员兼国防科学技术委员会副主任） - 邝任农（1966年10月—1969年5月，副司令员） - 刘锦平（1966年10月—1969年5月，中国民用航空总局政治委员） - 曾国华（1968年12月—1969年5月，副司令员） | 空军第四次代表大会于1969年5月16日至6月4日在北京召开。1969年6月至1971年9月 - 第一书记 - 吴法宪（1969年6月—1971年9月，司令员） - 第二书记 - 王辉球（1969年6月—1971年9月，政治委员） - 副书记 - 王秉璋（1969年6月—1971年9月，副司令员） - 常务委员 - 吴法宪（1969年6月—1971年9月，司令员） - 王辉球（1969年6月—1971年9月，政治委员） - 王秉璋（1969年6月—1971年9月，副司令员） - 邝任农（1969年6月—1971年9月，副司令员） - 曾国华（1969年6月—1971年9月，副司令员） - 曹里怀（1969年6月—1971年9月，副司令员） - 刘锦平（1969年6月—1971年9月，中国民用航空总局政治委员） - 常乾坤（1969年6月—1971年9月，副司令员） - 委员（共59人，按姓氏笔划为序） - 丁钊 成空指挥所政委 - 于应龙 南空副政委 - 马杰三 昆空指挥所主任 - 丰福生 福空通信站副政委 - 王飞 空军党委办公室主任 - 王璞 广空司令员 - 王秉璋 空军副司令员 - 王辉球 空军政委 - 王善富 空军航空兵34师102团3大队领航主任 - 王毓淮 沈空司令员 - 韦祖珍 福空政委 - 方和义 空军雷达11团11连副连长 - 龙道权 广空政委 - 白宗善 空5军军长 - 邝任农 空军副司令员 - 冯全民 空军航空兵3师副师长 - 司中峰 空6军政委 - 朱虚之 空军第二高射炮兵指挥部政委 - 任球 空2军政委 - 任学耀 空军政治部干部部部长 - 任敬汤 昆空指挥所政委 - 刘镇 兰空政委 - 刘锦平 民航总局政委 - 刘懋功 南空司令员 - 关圣志 济空政委 - 江腾蛟 南空原政委 - 许乐夫 空1军第二政委 - 许法善 民航北京管理局政委 - 李全春 空9军政委 - 李际泰 北空司令员 - 杨大伦 空3军政委 - 杨思禄 福空司令员 - 杨焕民 兰空司令员 - 肖前 武空政委 - 吴宗先 济空司令员 - 吴法宪 空军司令员 - 何振亚 空军司令部副参谋长兼后勤部部长 - 张百春 北空政委 - 张纯青 空降兵15军政委 - 张宛度 空军高炮2师5团1营营长 - 张宪章 空10军军长 - 张雍耿 沈空政委 - 陈华堂 福空原司令员 - 罗元发 空军副司令员 - 岳振华 空军独立高炮4师师长 - 周建平 空4军军长 - 夏北浩 空军航空兵1师机务大队副大队长 - 高厚良 成空指挥所主任 - 曹里怀 空军副司令员 - 常乾坤 空军副司令员 - 梁璞 空军司令部副参谋长 - 彭由 空军兴宁指挥所政委 - 傅传作 武空司令员 - 焦红光 空7军政委 - 焦延寿 空军第三航校校长 - 鲁鸣 空8军政委 - 曾国华 空军副司令员 - 谭家述 空军副司令员 - 薛少卿 空军工程学院原院长 1973年5月至1977年4月 - 第一书记 - 傅传作（1973年5月—1975年10月，政治委员） - 张廷发（1975年10月—1977年4月，政治委员） - 第二书记 - 马宁（1973年5月—1977年2月，司令员） - 第三书记 - 张廷发（1973年5月—1975年10月，副司令员） - 曹里怀（1975年10月—1977年4月，副司令员） - 常务委员 - 傅传作（1973年5月—1975年10月，政治委员） - 马宁（1973年5月—1977年2月，司令员） - 张廷发（1973年5月—1977年4月，副司令员、政治委员） - 成钧（1973年5月—1977年4月，副司令员） - 邹炎（1973年5月—1977年2月，副司令员） - 张积慧（1973年5月—1977年4月，副司令员） - 曹里怀（1973年5月—1977年4月，副司令员） - 高厚良（1973年5月—1977年4月，副政治委员兼政治部主任） - 杜玉福（1973年5月—1975年10月，副政治委员） - 邝任农（1973年5月—1975年8月，副司令员） - 余立金（1975年8月—1977年4月，第二政治委员） - 黄立清（1975年8月—1977年4月，副政治委员） - 王定烈（1975年8月—1977年4月，参谋长） - 吴富善（1975年10月—1977年4月，副司令员） - 旷伏兆（1975年10月—1977年4月，副政治委员） - 刘世昌（1975年10月—1977年4月，政治部主任） 1977年4月至1978年5月 - 第一书记 - 张廷发（1977年4月—1978年5月，司令员） - 第二书记 - 高厚良（1977年4月—1978年5月，政治委员） - 第三书记 - 曹里怀（1977年4月—1978年5月，副司令员） - 常务委员 - 张廷发（1977年4月—1978年5月，司令员） - 高厚良（1977年4月—1978年5月，政治委员） - 曹里怀（1977年4月—1978年5月，副司令员） - 余立金（1977年4月—1978年4月，第二政治委员） - 成钧（1977年4月—1978年5月，副司令员） - 张积慧（1977年4月—1978年4月，副司令员） - 吴富善（1977年4月—1978年5月，副司令员） - 旷伏兆（1977年4月—1978年4月，副政治委员） - 黄立清（1977年4月—1978年5月，副政治委员） - 王定烈（1977年4月—1978年5月，参谋长） - 刘世昌（1977年4月—1978年5月，政治部主任、副政治委员） |

| 空军第五次代表大会于1978年4月28日至5月9日在北京召开。1978年5月至1983年11月 - 第一书记 - 张廷发（1978年7月—1983年11月，司令员） - 第二书记 - 高厚良（1978年5月—1983年3月，政治委员） - 第三书记 - 曹里怀（1978年5月—1982年11月，副司令员） - 书记 - 高厚良（1983年3月—11月，政治委员） - 常务委员 - 张廷发（1978年5月—1983年11月，司令员） - 高厚良（1978年5月—1983年11月，政治委员） - 曹里怀（1978年5月—1982年11月，副司令员） - 成钧（1978年5月—1982年11月，副司令员） - 吴富善（1978年5月—1982年11月，副司令员） - 黄立清（1978年5月—1982年11月，副司令员） - 王定烈（1978年5月—1983年11月，参谋长、副司令员） - 刘世昌（1978年5月—1983年11月，副政治委员） - 何廷一（1978年5月—1983年11月，副司令员） - 叶松盛（1978年5月—1983年11月，政治部主任） - 黄永贵（1982年1月—1983年11月，后勤部部长） - 王寄洋（1982年1月—1983年11月，航空工程部部长） - 王海（1983年3月—11月，副司令员） - 李永泰（1983年3月—11月，副司令员） - 马占民（1983年3月—11月，参谋长） - 毕皓（1983年3月—11月，政治部主任） - 刘钊（1983年6月—11月，副政治委员） - 委员（共59人，按姓氏笔划为序） - 王海 广空司令员 - 王子祥 济空司令员 - 王平水 兰空政委 - 王定烈 空军司令部参谋长 - 王冠扬 空军试飞团1大队试飞员 - 王寄洋 空军航空工程部部长 - 王静敏 民航总局政委 - 王毓淮 沈空司令员 - 方仲英 空11军政委 - 方殿荣 空军航空兵18师54团1大队大队长 - 石忠汉 空军后勤部政委 - 叶松盛 空军政治部主任 - 冯应山 空军第2航校政委 - 成钧 空军副司令员 - 吕年华 空军雷达48团团长 - 朱光 空3军政委 - 朱云谦 广空政委 - 刘钊 空1军政委 - 刘世昌 空军副政委 - 刘玉堤 北空司令员 - 刘志田 空10军军长 - 刘懋功 兰空司令员 - 许乐夫 北空政委 - 李刚 空9军政委 - 李永泰 武空司令员 - 李建明 空5军政委 - 李福祯 空军唐山场站站长 - 杨志福 空6军政委 - 杨扶真 空军航空兵34师师长 - 杨思禄 福空司令员 - 杨焕民 南空司令员 - 肖前 南空政委 - 吴善富 空军副司令员 - 旷伏兆 空军副政委 - 何廷一 空军副司令员 - 余立金 空军第二政委 - 沈图 民航总局局长 - 张翼 空8军政委 - 张凤云（女） 空军航空兵13师38团3大队副大队长 - 张廷发 空军司令员 - 张希庸 福空政委 - 张积慧 空军副司令员 - 张雍耿 济空政委 - 陈刚 空7军政委 - 赵兰田 沈空政委 - 赵永焕 空军航空兵1师政委 - 姜玉田 空4军军长 - 夏北浩 空军航空兵1师2团副团长 - 徐文智 空2军政委 - 高厚良 空军政委 - 高德襄 空军政治部副主任 - 黄立清 空军副政委 - 曹里怀 空军副司令员 - 景海波 北空导弹4师2营政委 - 程质彬 空军高炮8师23团9连政治指导员 - 温锡 空降兵15军政委 - 曾幼诚 空军司令部副参谋长 - 廖冠贤 武空政委 - 薛少卿 空军顾问 | 空军第六次代表大会于1983年11月15日至21日在北京召开。1983年11月至1988年12月 - 第一书记 - 张廷发（1983年11月—1985年7月，司令员） - 书记 - 高厚良（1983年11月—1985年7月，政治委员） - 朱光（1985年7月—1988年12月，政治委员） - 副书记 - 王海（1983年11月—1988年12月，副司令员、司令员） - 常务委员 - 张廷发（1983年11月—1985年7月，司令员） - 高厚良（1983年11月—1985年7月，政治委员） - 何廷一（1983年11月—1985年7月，副司令员） - 王定烈（1983年11月—1985年7月，副司令员） - 王海（1983年11月—1988年12月，副司令员、司令员） - 李永泰（1983年11月—1988年12月，副司令员） - 刘世昌（1983年11月—1985年7月；1986年2月—1988年2月。副政治委员） - 刘钊（1983年11月—1985年7月，副政治委员） - 马占民（1983年11月—1987年1月，参谋长） - 毕皓（1983年11月—1987年1月，政治部主任） - 黄永贵（1983年11月—1987年1月，后勤部部长） - 王寄洋（1983年11月—1985年7月，航空工程部部长） - 朱光（1985年7月—1988年12月，政治委员） - 于振武（1985年7月—1988年12月，副司令员） - 林虎（1985年10月—1988年12月，副司令员） - 高兴民（1985年10月—1988年12月，副政治委员、副政治委员兼政治部主任） - 朱维斌（1985年10月—1988年12月，航空工程部部长） - 于泽民（1987年2月—1988年12月，参谋长） - 王钟琦（1987年2月—1988年12月，后勤部部长） - 刘志田（1987年11月—1988年12月，副司令员） - 许乐夫（1988年3月—12月，副政治委员） - 丁文昌（1988年5月—12月，政治部主任） |

| 空军第七次代表大会于1988年12月21日至25日在北京召开。1988年12月至1993年12月 - 书记 - 朱光（1988年12月—1992年11月，政治委员） - 丁文昌（1992年11月—1993年12月，政治委员） - 副书记 - 王海（1988年12月—1992年11月，司令员） - 曹双明（1992年11月—1993年12月，司令员） - 常务委员 - 朱光（1988年12月—1992年11月，政治委员） - 王海（1988年12月—1992年11月，司令员） - 于振武（1988年12月—1993年12月，副司令员） - 李永泰（1988年12月—1993年12月，副司令员） - 林虎（1988年12月—1993年12月，副司令员） - 刘志田（1988年12月—1992年11月，副司令员） - 高兴民（1988年12月—1993年12月，副政治委员） - 许乐夫（1988年12月—1990年4月，副政治委员） - 于泽民（1988年12月—1993年7月，参谋长） - 丁文昌（1988年12月—1993年12月，政治部主任、政治委员） - 王钟琦（1988年12月—1990年6月，后勤部部长） - 朱维斌（1988年12月—1990年6月，航空工程部部长） - 杨德春（1990年7月—1993年12月，后勤部部长） - 宋殿毅（1990年7月—1993年2月，航空工程部部长、装备技术部部长） - 曹双明（1992年11月—1993年12月，司令员） - 杨英昌（1992年12月—1993年12月，副政治委员） - 张汉平（1992年12月—1993年12月，政治部主任） - 杨振玉（1993年2月—12月，副司令员） - 陈潜（1993年2月—12月，副政治委员） - 张志勇（1993年2月—12月，装备技术部部长） - 辛殿枫（1993年8月—12月，参谋长） - 景学勤（1993年12月，副司令员） - 徐承栋（1993年12月，政治部主任） | 空军第八次代表大会于1993年12月在北京召开。1993年12月至1999年3月 - 书记 - 丁文昌（1993年12月—1999年1月，政治委员） - 副书记 - 曹双明（1993年12月—1994年10月，司令员） - 于振武（1994年11月—1996年11月，司令员） - 刘顺尧（1996年12月—1999年3月，司令员） - 常务委员 - 丁文昌（1993年12月—1999年1月，政治委员） - 曹双明（1993年12月—1994年10月，司令员） - 于振武（1993年12月—1996年11月，副司令员、司令员） - 林虎（1993年12月—1994年10月，副司令员） - 杨振玉（1993年12月—1994年10月，副司令员） - 景学勤（1993年12月—1999年3月，副司令员） - 杨英昌（1993年12月—1997年11月，副政治委员） - 陈潜（1993年12月—1997年11月，副政治委员） - 辛殿枫（1993年12月—1996年12月，参谋长、副司令员） - 徐承栋（1993年12月—1999年3月，政治部主任、副政治委员） - 杨德春（1993年12月—1995年5月，后勤部部长） - 张志勇（1993年12月—1995年12月，装备技术部部长） - 刘顺尧（1994年12月—1999年3月，副司令员、司令员） - 吴光宇（1994年12月—1999年3月，副司令员） - 许其亮（1994年12月—1999年1月，参谋长） - 张东盛（1995年5月—1999年3月，后勤部部长） - 刘凤山（1996年3月—1997年12月，装备技术部部长） - 王良旺（1997年1月—1999年3月，副司令员） - 林万海（1997年11月—1999年3月，副政治委员） - 邓昌友（1997年11月—1999年3月，政治部主任） |

| 1999年3月至2004年5月 - 书记 - 乔清晨（1999年3月—2004年5月，政治委员、司令员） - 副书记 - 刘顺尧（1999年3月—2002年5月，司令员） - 邓昌友（2002年5月—2004年5月，政治委员） - 常务委员 - 乔清晨（1999年3月—2004年5月，政治委员、司令员） - 刘顺尧（1999年3月—2002年5月，司令员） - 景学勤（1999年3月—2003年7月，副司令员） - 吴光宇（1999年3月—2003年7月，副司令员） - 王良旺（1999年3月—2003年7月，副司令员） - 徐承栋（1999年3月—2003年12月，副政治委员） - 林万海（1999年3月—2000年12月，副政治委员） - 郑申侠（1999年3月—2003年7月，参谋长） - 邓昌友（1999年3月—2004年5月，政治部主任、政治委员） - 张东盛（1999年3月—2000年12月，后勤部部长） - 田绍奇（1999年3月—2004年5月，装备部部长） - 李永德（？—2004年5月，副司令员） - 黄新（2000年—2004年5月，副政治委员） - 孙俊哲（2002年5月—2004年5月，政治部主任） - 马晓天（2003年7月—2004年5月，副司令员） - 汪超群（2003年7月—2004年5月，副司令员） - 李买富（2003年7月—2004年5月，后勤部部长、副司令员） - 何为荣（2003年7月—2004年5月，参谋长） - 胡传炎（2003年7月—2004年5月，后勤部部长） - 刘亚洲（2003年12月—2004年5月，副政治委员） | 2004年5月至2009年5月 - 书记 - 乔清晨（2004年5月—2007年9月，司令员） - 邓昌友（2007年9月—2009年5月，政治委员） - 副书记 - 邓昌友（2004年5月—2007年9月，政治委员） - 许其亮（2007年9月—2009年5月，司令员） - 常务委员 - 乔清晨（2004年5月—2007年9月，司令员） - 邓昌友（2004年5月—2009年5月，政治委员） - 李永德（2004年5月—12月，副司令员） - 马晓天（2004年5月—2006年8月，副司令员） - 汪超群（2004年5月—2005年12月，副司令员） - 李买富（2004年5月—2005年12月，副司令员） - 黄新（2004年5月—2007年6月，副政治委员） - 刘亚洲（2004年5月—2009年5月，副政治委员） - 何为荣（2004年5月—2009年5月，参谋长、副司令员） - 孙俊哲（2004年5月—2007年9月，政治部主任） - 胡传炎（2004年5月—2007年9月，后勤部部长） - 田绍奇（2004年5月—12月，装备部部长） - 魏钢（2004年12月—2009年5月，装备部部长） - 杨东明（2005年12月—2009年5月，副司令员） - 赵忠新（2005年12月—2009年5月，参谋长、副司令员） - 景文春（2006年8月—2009年5月，副司令员） - 许其亮（2007年9月—2009年5月，司令员） - 杨国海（2007年9月—2009年5月，参谋长） - 王晓龙（2007年9月—2009年5月，政治部主任） - 朱洪达（2007年9月—2009年5月，后勤部部长） - 陈小工（2009年1月—5月，副司令员） - 王伟（2009年1月—5月，副政治委员） |

| 2009年5月至2014年6月 - 书记 - 邓昌友（2009年5月—2012年10月，政治委员） - 田修思（2012年10月—2014年6月，政治委员） - 副书记 - 许其亮（2009年5月—2012年10月，司令员） - 马晓天（2012年10月—2014年6月，司令员） - 常务委员 - 邓昌友（2009年5月—2012年10月，政治委员） - 许其亮（2009年5月—2012年10月，司令员） - 何为荣（2009年5月—2012年12月，副司令员） - 景文春（2009年5月—2012年6月，副司令员） - 杨东明（2009年5月—2012年12月，副司令员） - 赵忠新（2009年5月—2012年12月，副司令员） - 陈小工（2009年5月—2012年12月，副司令员） - 刘亚洲（2009年5月—12月，副政治委员） - 王伟（2009年5月—2012年6月，副政治委员） - 杨国海（2009年5月—2013年7月，参谋长） - 王晓龙（2009年5月—2014年6月，政治部主任、副政治委员） - 朱洪达（2009年5月—2014年6月，后勤部部长） - 魏钢（2009年5月—2011年12月，装备部部长） - 朱福熙（2009年12月—2012年11月，政治部主任） - 袁强（2011年12月—2014年6月，装备部部长） - 田修思（2012年10月—2014年6月，政治委员） - 马晓天（2012年10月—2014年6月，司令员） - 张建平（2012年12月—2014年6月，副司令员） - 张洪贺（2012年12月—2014年6月，副司令员） - 陈东（2012年12月—2014年6月，副司令员） - 房建国（2012年12月—2014年6月，政治部主任） - 郑群良（2013年7月—2014年6月，副司令员） - 麻振军（2013年7月—2014年6月，参谋长） | 2014年6月至今 - 书记 - 田修思（2014年6月—2015年7月，政治委员） - 于忠福（2015年7月—，政治委员） - 副书记 - 马晓天（2014年6月—2017年8月，司令员） - 丁来杭（2017年8月—2021年8月，司令员） - 常丁求（2021年8月—，司令员） - 常务委员 - 田修思（2014年6月—2015年7月，政治委员） - 马晓天（2014年6月—2017年8月，司令员） - 张建平（2014年6月—，副司令员） - 张洪贺（2014年6月—，副司令员） - 陈东（2014年6月—，副司令员） - 郑群良（2014年6月—，副司令员） - 王晓龙（2014年6月—2015年7月，副政治委员） - 麻振军（2014年6月—，参谋长） - 房建国（2014年6月—2015年7月，政治部主任） - 朱洪达（2014年6月—12月，后勤部部长） - 袁强（2014年6月—2015年6月，装备部部长） - 郑学祥（2014年12月—，后勤部部长） - 李凡（2015年6月—，装备部部长） - 于忠福（2015年7月—，政治委员） - 宋琨（？—，副政治委员、纪委书记） - 赵以良（2015年7月—，副政治委员） - 范骁骏（2015年7月—2017年1月，政治部主任、政治工作部主任） - 堵远放（2017年1月—，政治工作部主任） - 丁来杭（2017年8月—2021年8月，司令员） - 常丁求（2021年8月—，司令员） |

## 空军监察委员会、空军纪律检查委员会
| - 空军监察委员会常务委员（共10人） - 监委书记：吴法宪 空军副政委 - 监委副书记：王秉璋 空军第一副司令员兼参谋长 - 王辉球 空军政治部主任 - 何廷一 空军司令部副参谋长 - 朱虚之 空军干部部第一副部长 - 曾昭敏 空军军事检察院检察长 - 傅平 空军政治部干部部部长 - 陆政 空军政治部保卫部部长 - 李铮 空军司令部组织动员处处长 - 苏林 民航局政治部主任 - 空军监察委员会委员（共17人，按姓氏笔划为序） - 王秉璋 空军第一副司令员兼参谋长 - 王辉球 空军政治部主任 - 石忠汉 空军后勤部部长 - 朱虚之 空军干部部第一副部长 - 苏林 民航局政治部主任 - 李铮 空军司令部组织动员处处长 - 李生平 空军财务部第一副部长 - 吴法宪 空军副政委 - 何廷一 空军司令部副参谋长 - 谷广善 空军修建部部长 - 陆政 空军政治部保卫部部长 - 陈熙 空军军校部第一副部长 - 陈达明 空军政治部组织部副部长 - 姚克佑 空军军训部副部长 - 傅平 空军政治部干部部部长 - 曾昭敏 空军军事检察院检察长 - 薛少卿 空军工程部部长 | - 空军监察委员会常务委员（共7人） - 监委书记： 王辉球 空军政治部主任 - 监委副书记：谭家述 空军副司令员 - 监委副书记：林接彪 空军政治部副主任 - 任学耀 空军政治部干部部副部长 - 李铮 空军司令部组织动员处处长 - 陈达明 空军政治部组织部副部长 - 陆政 空军政治部保卫部部长 - 空军监察委员会委员（共16人，按姓氏笔划为序） - 王辉球 空军政治部主任 - 任学耀 空军政治部干部部副部长 - 何廷一 空军司令部副参谋长 - 李勃 空军雷达兵部政委 - 李铮 空军司令部组织动员处处长 - 李生平 空军后勤部副部长 - 苏林 民航局政治部主任 - 陆政 空军政治部保卫部部长 - 陈熙 空军学校管理部副部长 - 陈达明 空军政治部组织部副部长 - 林接彪 空军政治部副主任 - 姚克佑 空军司令部训练部副部长 - 龚友源 空军直属政治部副主任 - 曾昭敏 空军军事检察检察长 - 翟家骏 空军军事法院院长 - 谭家述 空军副司令员 |

| - 空军监察委员会常务委员（共7人） - 监委书记： 王辉球 空军副政委兼政治部主任 - 监委副书记：何廷一 空军司令部副参谋长 - 监委副书记王平水 空军政治部副主任 - 徐又彬 空军直属政治部主任 - 陆政 空军政治部保卫部部长 - 沈敏 空军司令部军务部部长 - 张铭 空军政治部组织部副部长 - 空军监察委员会委员（共17人，按姓氏笔划为序） - 王平水 空军政治部副主任 - 王辉球 空军副政委兼政治部主任 - 朱虚之 空军高射炮指挥部政委 - 李中权 北空副司令员 - 李生平 空军后勤部副部长 - 吴恺 空军军训部部长 - 何廷一 空军司令部副参谋长 - 沈敏 空军司令部军务部部长 - 张铭 空军政治部组织部副部长 - 陆政 空军政治部保卫部部长 - 陈熙 空军军校部部长 - 徐又彬 空军直属政治部主任 - 梁璞 空军司令部作战部部长 - 赖达元 空军雷达兵部政委 - 解长林 空军雷达兵部部长 - 魏坚 空军司令部科研部部长 - 魏国运 空军工程部部长 |